# Synkratie
Der politische Begriff der Synkratie („Mitherrschaft“; von altgriechisch σύν syn „mit, gemeinsam“ und κρατείν krateín „herrschen“) bezeichnet diejenige Herrschaftsform eines Staates, bei der wenige Politiker dominieren (Oligarchie) und daneben auch das Volk beteiligt ist an Gesetzgebung und Regierung, etwa durch Abstimmung (Plebiszit) oder gewählte Vertreter (repräsentative Demokratie).
Synkratie ist zu unterscheiden von der Synarchie und darf nicht verwechselt werden mit dem phonologisch ähnlichen Synkretismus, einem religionsphilosophischen bzw. religionshistorischem Begriff der Gleichzeitigkeit bzw. Vermischung verschiedener religiöser Anschauungen.
Der Gegensatz zur Synkratie ist die Autokratie.

## Historischer Bezug
In den Stadtstaaten der griechischen Antike wechselten verschiedene Herrschaftsformen einander ab, oft sogar in kurzen Abständen: Autokratie (Selbstherrschaften, Diktaturen), Monarchie (Königsherrschaft), Demokratie (Volksherrschaft), Monokratie (Herrschaft eines Einzelnen), Oligarchie (Herrschaft weniger/einiger), Polyarchie (Vielherrschaft), Plutokratie (Herrschaft des Geldes), Aristokratie (Herrschaft des Adels).
Synkratie stellt eine Mischform von Demokratie und Monarchie dar, ohne damit als historische Zwischenstufe gemeint zu sein (im Sinne einer zeitlich abfolgenden Entwicklung).